# SV Близнецов
SV Близнецов (лат. SV Geminorum) — тройная звезда в созвездии Близнецов на расстоянии приблизительно 7440 световых лет (около 2283 парсек) от Солнца.
Пара первого и второго компонентов — двойная затменная переменная звезда типа Алголя (EA:)**. Видимая звёздная величина звезды — от +12m до +10,55m. Орбитальный период — около 4,006 суток*.

## Характеристики
Первый компонент — бело-голубая звезда спектрального класса B3, или B5. Масса — около 6,305 солнечных, радиус — около 4,87 солнечных, светимость — около 246,544 солнечных.
Второй компонент — жёлто-белая звезда спектрального класса F6,5IV. Радиус — около 6,7 солнечных, светимость — около 104,07 солнечных. Эффективная температура — около 6562 К.
Третий компонент — красный карлик спектрального класса M. Масса — около 218,27 юпитерианских (0,2084 солнечной). Удалён на 2,763 а.е..

## Исследования
Переменность звезды была открыта Энни Кэннон в 1908 году. На основе собственных наблюдений 1909—1913 годов Сигурд Эйнбу оценив период переменности в 4 дня. В 1943 году Вудворт(Woodward) подтвердил период и отметил, что минимум стал «менее глубоким в последние годы». Анализ фотопластинок, сделанных с 1953 по 1958 год, проведённый Уитни(Whitney), не выявил переменности звезды.
В 2001 году Гилбаулт и др. (Guilbault et al) провёл исследование архивных фотопластинок Гарвардской обсерватории, сделанных в период с 1894 по 1989 год и получил следующие результаты: в 1901 глубина минимума составляла 1,5m, снизившись до 1,0-1,2m в 1908 году, до 0,2-0,4m к 1920 году, продолжая снижаться в течение 40-х годов, и пропав полностью к середине века. Объединив данные собственных визуальных наблюдений, фотографий Пашке(Paschke) и данных спутника Hipparcos, Гилбаулт не обнаружил переменности у SV Близнецов по состоянию на 2001 год.
Гилбаулт делает вывод, что SV Близнецов принадлежит к группе затменных звёзд, переменность которых значительно меняется за относительно небольшой промежуток времени. Подобное наблюдалось у V907 Скорпиона, затмения которой пропадали и появлялись дважды, и SS Ящерицы, у которой затмения полностью пропали. Наиболее вероятное объяснение пропаданий затмений — наличие в звёздной системе третьего компонента. Недостаточный уровень изучения SV Близнецов не позволяет определить примерное время возобновлений затмений.